# Aspilodemon asignatus
Aspilodemon asignatus är en stekelart som beskrevs av Fischer 1966. Aspilodemon asignatus ingår i släktet Aspilodemon och familjen bracksteklar. Inga underarter finns listade.